# هيروشي ساساغاوا
هيروشي ساساغاوا (باليابانية: 笹川ひろし一) مخرج ورسام ياباني (مواليد 9 يوليو 1936) اخرج أكثر من 20 مسلسل رسوم متحركة، أشهرها : مسلسل كعبول و مغامرات بسيط و مسلسل الرمية الملتهبة.

## روابط خارجية
- هيروشي ساساغاوا على موقع IMDb (الإنجليزية)
- هيروشي ساساغاوا على موقع قاعدة بيانات الفيلم (الإنجليزية)
- هيروشي ساساغاوا على موقع كينوبويسك (الروسية)
- هيروشي ساساغاوا على موقع ANN person (الإنجليزية)